# 阿尔茨豪森
阿尔茨豪森是德国巴登-符腾堡州的一个市镇。总面积20.48平方公里，总人口4655人，其中男性2594人，女性2061人（2011年12月31日），人口密度227人/平方公里。